# دیجو فوسر
دیجو فوسر (به ایتالیایی: Diego Fuser) بازیکن فوتبال و اهل ایتالیا است 

## تیم ملی
از سال ۱۹۹۳ میلادی عضو تیم ملی فوتبال ایتالیا بوده و در ۲۵ بازی ملی حضور داشته‌است. او در بازی‌های ملی‌اش ۳ گل به ثمر رساند.
دیجو فوسر آخرین بازی ملی خود را در سال ۲۰۰۰ میلادی انجام داد.